# Teatro Sánchez Aguilar
El Teatro Sánchez Aguilar es uno de los teatros más representativos del Ecuador. Ubicado en el cantón Samborondón, en el sector La Puntilla, el teatro fue inaugurado en el año 2012 con el objetivo de impulsar el desarrollo cultural y artístico del Gran Guayaquil. La obra fue ideada y gestionada por la Fundación Sánchez Aguilar.
El teatro tiene edificación neoclásica, en la parte externa, y moderna en su interior, que cuenta también con una sala experimental, con capacidad para 150 personas y que puede transformarse de acuerdo con la necesidad de cada espectáculo; un vestíbulo de 230 metros, que acoge exposiciones; una cafetería y un "vinobar".

## Historia
La Fundación Sánchez Aguilar fue creada en el año 1989 con el lema “Educar es Liberar”. En un inicio la Fundación tenía como único propósito la educación, una de sus primeras actividades fue otorgar becas a estudiantes de secundaria en Guayaquil. Poco a poco, siempre con el fin de llegar a los sectores marginales, se iniciaron actividades de salud, con la creación de dispensarios médicos y otro tipo de proyectos que aporten a la comunidad.
El presidente de la Fundación, Carlos Sánchez Aguilar, adquirió hace más de 40 años algunos terrenos en Samborondón destinados para distintos proyectos. Dentro de estos proyectos, se pensó en destinar uno de estos espacios a un proyecto sin fines de lucro, que contribuyera al desarrollo social y cultural. La Fundación, con el apoyo de instituciones nacionales e internacionales, finalmente logró la gestión del Teatro Sánchez Aguilar, cuya construcción tardó 18 meses y cuyo objetivo principal es promover y desarrollar la creación y el intercambio cultural, a nivel cantonal,  provincial, nacional e internacional.

## Arquitectura
El diseño arquitectónico del Teatro Sánchez Aguilar evoca la arquitectura tradicional de América del Sur. Su diseño exterior está basado en un estilo neoclásico y su fachada de color rosa contrasta con los acabados verde oliva en realce. Su diseño interior guarda un estilo más moderno.
La construcción del teatro alcanzó los 12 millones de dólares y se levantó sobre un terreno de 24.000 metros cuadrados, siendo su área de construcción 6.100 metros cuadrados. El tiempo de ejecución de la obra fue de 18 meses y el diseño estuvo a cargo de la firma estadounidense Perkins Eastman, una de las más reconocidas a nivel mundial, con presencia internacional en ciudades como Toronto, Shanghái, Dubái y Bombay.

## Salas
El Teatro tiene una sala principal y una sala experimental, que en conjunto acogen 1100 personas. Cuenta con infraestructura apta para la presentación de exposiciones de artes plásticas, fotográficas y audiovisuales, y equipamiento de última tecnología para acústica, iluminación escénica, tramoya y sonido, diseñado por especialistas internacionales.

### Sala Principal
Está construida en un área de 732 metros cuadrados y tiene capacidad para 952 personas. La sala está designada para presentaciones de artistas nacionales e internacionales. Cuenta con el equipamiento necesario para todo tipo de espectáculos como grandes conciertos y obras teatrales.

### Sala Zaruma
Está construida en un área de 193 metros cuadrados y tiene capacidad para 150 personas sentadas o 250 personas de pie. Es una sala experimental que dispone de una estructura que permite su modificación para diversos tipos de exhibición artística. Esta sala puede ser adecuada tanto para recibir artistas de danza como para realizar conciertos.